# Maddalena Buondelmonti
Magdalena Buondelmonti va ser l'esposa del comte Lleonard I Tocco de Cefalònia i Zante.
Era filla de Manente Buondelmonti i de Lapa Acciaiouli, ambdós pertanyents a famílies influents  de la Toscana, i va anar a les illes Jòniques en casar-se.
El 1381, en morir sobtadament el seu marit, va exercir la regència en nom del seu fill Carles I Tocco fins al 1388. Va voler tenir a prop el seu germà Esaù Buondelmonti, que va ser conseller seu i tutor de les seves tres filles i els dos fills. Mentre ella va ser regent, va aconseguir evitar la invasió albanesa de les terres que serien després del seu fill.
Maddalena Buondelmonti va morir el 1401.